# Сидоровское (усадьба)
Сидоровское ― утраченная усадьба, расположенная в пяти километрах от железнодорожной станции Голицыно, Московская область. Сохранились церковь Николая Чудотворца и парк. С 1627 по 1670-е года принадлежала князьям Волконским, затем князьям Щербатовым, дворянам Мартыновым и купцам Болховитиновым.
Волконские

## Описание
Усадьба Сидоровское расположена в пяти километрах от железнодорожной станции Голицыно, Московская область. От усадьбы сохранились церковь Николая Чудотворца с приделами и пейзажный парк из смешанных пород деревьев.

## История
Усадьба известна как вотчина князя Фёдора Волконского с 1627 года и до 1670-х годов Сидоровское принадлежало роду Волконских, затем ― князю А. Д. Щербатову, женатому на П. Ф. Волконской. В 1680 году была построена усадебная церковь Николая Чудотворца. До середины XIX века Сидоровское принадлежало князьям Щербатовым (с 1765 года, начиная с историка Михаила Щербатова, имением владела другая ветвь рода Щербатовых). После них владелицей усадьбы была тайная советница Э. А. Булгакова, затем ― дворяне Мартыновы. В 1895 году около трапезной церкви были построены приделы. В 1911 году Сидоровское находилось в собственности В. Ф. Болховитиновой, М. В. Прохоровой и М. Е. Суховой. По состоянию на 1917 год, усадьбой владели купцы Болховитиновы. В 1960 году церковь Николая Чудотворца была признана памятником культуры РСФСР и поставлена под государственную охрану